# Sebastião Rodrigues Soromenho
Sebastião Rodrigues Soromenho (Sesimbra, 24 maart 1560 – 1602) (Spaans: Sebastián Rodríguez Cermeño) was een Portugese ontdekkingsreiziger. Koning Filips II van Spanje gaf hem in 1595 opdracht om langs de kust van Californië te varen om de westkust van Amerika en de vaarroutes van de Stille Oceaan in kaart te brengen.